# Hans Kraay jr.
Hans Kraay jr. (Utrecht, 22 december 1959) is een Nederlands oud-profvoetballer, voetbalanalist, voetbaltrainer en televisiepresentator. Als speler kwam hij tussen 1977 en 1997 uit voor vijftien verschillende clubs en stond hij bekend als een harde verdediger die veel overtredingen maakte.
Na zijn spelerscarrière werd Kraay actief als trainer van amateurclubs. Zo coachte hij de eerste elftallen van SV Ophemert, FC Lienden, SVZW, JVC Cuijk en DOVO. In de zomer van 2016 keerde hij als trainer terug bij FC Lienden.
Sinds 1992 werkt Kraay als televisiepresentator van zowel sport- als amusementsprogramma's. Hij stond tot en met 26 juni 2015 onder contract bij SBS, waar hij met name bekend werd als verslaggever bij wedstrijden van het Nederlands Elftal. Daarnaast verwierf Kraay bekendheid op televisie als regelmatige gast in de voetbalpraatprogramma's Voetbal Inside en Veronica Inside. Sinds 2014 is hij verslaggever/analist voor het kanaal ESPN (Nederland).

## Levensloop

### Als voetballer
Kraay jr. is de zoon van voormalig voetballer, voetbaltrainer en voetbalanalyticus Hans Kraay sr. Hij voetbalde in de jeugd van Feyenoord en AZ'67. Hoewel hij bij de laatste ploeg tegen zijn debuut aan zat, verruilde hij in januari 1979 AZ'67 voor Edmonton Drillers in de North American Soccer League, waar zijn vader trainer was. Na afloop van de competitie in Noord-Amerika tekende hij in augustus 1979 een contract bij Excelsior, waarbij hij bedong dat hij vanaf februari 1980 opnieuw in de NASL mocht uitkomen. Met onder anderen Guus Hiddink en George Best kwam Kraay jr. in 1980 uit voor de San Jose Earthquakes. In een wedstrijd tegen de San Diego Sockers scheurde hij een knieband, waardoor hij enige tijd uit de roulatie was.

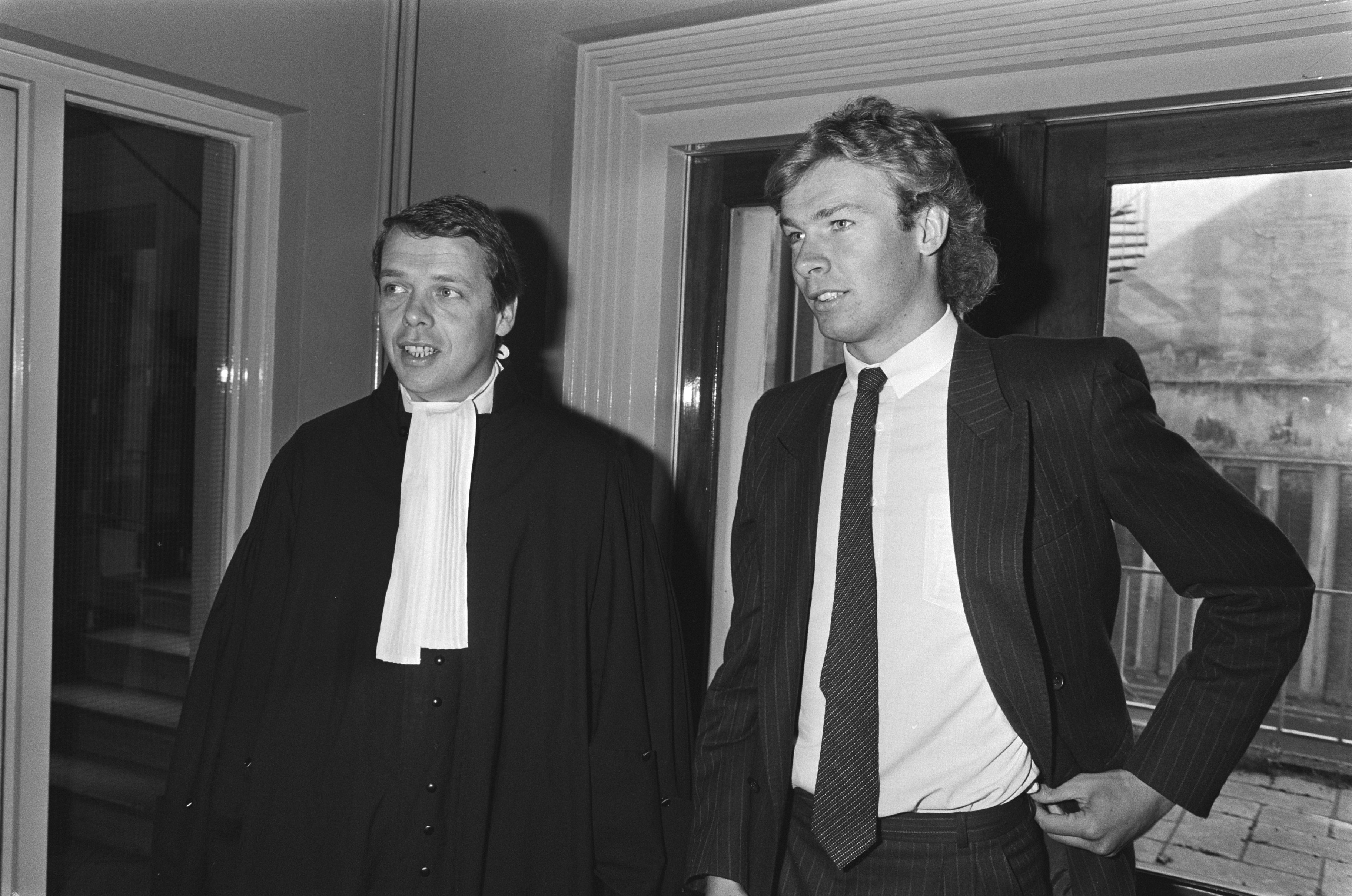
Hans Kraay vecht samen met zijn advocaat in een kort geding de schorsing van acht wedstrijden aan (1985).

Hij keerde terug bij Excelsior, maar raakte in oktober 1980 opnieuw ernstig geblesseerd. Een sliding van Willem II-verdediger Jan van Gestel leidde tot een dubbele beenbreuk bij Kraay jr. Hij kwam hierna lange tijd maar weinig tot spelen, ook nadat hij in 1981 Excelsior had verruild voor HFC Haarlem. Pas bij NAC, waar hij in januari 1983 had getekend, had hij weer een geregelde basisplaats. Met NAC degradeerde Kraay jr. in 1983 naar de Eerste divisie. In deze periode was er tevens sprake van dat hij met onder anderen Piet Schrijvers en Hugo Hovenkamp in de zomerperiode voor Edmonton Eagles zou uitkomen. De club bleek al voordat de competitie in Canada van start ging financiële problemen te hebben waardoor Schrijvers en Hovenkamp afzagen van de overstap. Kraay ging toch en won met de club de Canadian Professional Soccer League en werd met 6 doelpunten gedeeld topscorer. In augustus keerde hij terug bij NAC. In oktober 1983 raakte hij ernstig in opspraak nadat hij in een wedstrijd tegen FC Wageningen scheidsrechter Wil de Vrieze tegen de grond duwde. Hij werd aanvankelijk tot het einde van het seizoen geschorst, maar de straf werd teruggebracht tot vijftien wedstrijden. Kraay vertrok in december 1983 met toestemming van de KNVB een maand op huurbasis naar Brighton & Hove Albion FC in Engeland. In januari 1984 nam de club uit de League Two hem over. Nadat hij in de zomer van 1985 terugkeerde naar Nederland en een contract tekende bij RKC, moest hij alsnog de resterende acht wedstrijden schorsing uitzitten.
Kraay jr. kwam een half seizoen voor RKC uit en speelde vervolgens een jaar voor Helmond Sport en twee jaar voor Eindhoven. In januari 1989 onthulde hij in een interview in de Volkskrant dat er in de tijd dat hij voor NAC Breda uitkwam structureel doping werd gebruikt bij deze ploeg. Het verhaal werd bevestigd door ploeggenoot Johnny Dusbaba, die de pillen in België zou hebben geregeld, maar ontkend door andere betrokkenen. Vanaf januari 1991 speelde Kraay een anderhalf jaar voor De Graafschap, waarmee hij onder trainer Simon Kistemaker kampioen werd van de Eerste divisie en promoveerde naar de Eredivisie. Het jaar erop degradeerde het team en Kraay verkaste naar SVV/Dordrecht'90. In september 1992 kreeg hij tot grote hilariteit van de toeschouwers binnen zeventien seconden nadat hij in een uitwedstrijd tegen Feyenoord mocht invallen van scheidsrechter Jef van Vliet een gele kaart.
Ook met SVV/Dordrecht degradeerde Kraay uit de Eredivisie. Hij kwam vervolgens nog uit voor Telstar, FC Den Bosch en Sint-Niklaas in België. In 1997 beëindigde hij op 37-jarige leeftijd zijn actieve voetballoopbaan.

### Als voetbaltrainer
Kraay jr. was van 1999 tot 2004 trainer van Ophemert. In 2004 werd hij hoofdtrainer van amateurvoetbalclub FC Lienden, dat kort daarvoor naar de Tweede klasse was gepromoveerd. Met Kraay werd Lienden in 2005 kampioen van de Tweede klasse en promoveerde het in 2006 naar de Hoofdklasse. In 2008 baarde de ploeg opzien in het toernooi om de KNVB Beker door in de derde ronde Eredivisionist Vitesse te verslaan. In de vierde ronde werd Lienden pas na verlenging uitgeschakeld door Roda JC. In het seizoen 2010/2011 kwam Kraay jr. met FC Lienden in de nieuw gevormde Topklasse uit. Na dat seizoen verliet hij Lienden.
Op 16 november 2011 werd hij trainer van SVZW Wierden nadat Peter Wesselink werd ontslagen wegens tegenvallende resultaten. Vanaf het seizoen 2012/2013 nam Kraay JVC Cuijk onder zijn hoede. In december 2012, op het moment dat Cuijk op een achtste plaats in de Topklasse Zondag stond, werd bekend dat Kraay de club ook in het seizoen 2013/14 zou leiden, samen met Piet de Kruif. Kraay werkt al jaren samen met hem omdat hij zelf geen geldig trainersdiploma heeft. De Kruif heeft deze wel, waardoor zijn functieomschrijving luidt als 'Hoofdtrainer', en die van Hans Kraay jr. als 'Technisch directeur'. Ook met JVC Cuijk was Kraay bijzonder succesvol in het toernooi om de KNVB Beker. In het seizoen 2013/14 werd MVV in de achtste finales uitgeschakeld middels een 2-1 overwinning. Het bekeravontuur eindigde op 22 januari 2014 met een 5-1 nederlaag tegen PEC Zwolle in de kwartfinale. Op 20 december 2013 werd bekend dat Kraay vanaf het seizoen 2014/15 trainer werd bij de Hoofdklasser DOVO uit Veenendaal. Hij kreeg daar als taakstelling promotie naar de Topklasse te realiseren.
Op 19 januari 2016 werd bekend dat Kraay per ingang van het seizoen 2016/17 weer zou terugkeren als trainer bij zijn voormalige werkgever FC Lienden. Op 15 februari 2016 eindigde de samenwerking tussen DOVO en Kraay voortijdig.
Op 24 april 2018 besloot Kraay op te stappen bij zijn huidige club FC Lienden. Dit na het verlies tegen Excelsior Maassluis, nadat hij in botsing kwam met twee sponsoren.
| SEIZOEN | CLUB         | COMPETITIE      | EINDKLASSERING    |
| ------- | ------------ | --------------- | ----------------- |
| 1999/00 | SV Ophemert  | Vijfde Klasse F | 2e                |
| 2000/01 | SV Ophemert  | Vijfde Klasse F | 2e (promotie)     |
| 2001/02 | SV Ophemert  | Vierde Klasse D | 3e (promotie)     |
| 2002/03 | SV Ophemert  | Derde Klasse C  | 2e                |
| 2003/04 | SV Ophemert  | Derde Klasse B  | 5e                |
| 2004/05 | FC Lienden   | Tweede Klasse I | 1e (promotie)     |
| 2005/06 | FC Lienden   | Eerste Klasse E | 2e (promotie)     |
| 2006/07 | FC Lienden   | Hoofdklasse C   | 9e                |
| 2007/08 | FC Lienden   | Hoofdklasse C   | 4e                |
| 2008/09 | FC Lienden   | Hoofdklasse C   | 6e                |
| 2009/10 | FC Lienden   | Hoofdklasse C   | 2e (promotie)     |
| 2010/11 | FC Lienden   | Topklasse Zo.   | 10e               |
| 2011/12 | SVZW Wierden | Topklasse Za.   | 14e* (degradatie) |
| 2012/13 | JVC Cuijk    | Topklasse Zo.   | 10e               |
| 2013/14 | JVC Cuijk    | Topklasse Zo.   | 4e                |
| 2014/15 | DOVO         | Hoofdklasse A   | 3e                |
| 2015/16 | DOVO         | Hoofdklasse A   | -**               |
| 2016/17 | FC Lienden   | Tweede Divisie  | 6e                |
| 2017/18 | FC Lienden   | Tweede Divisie  | -**               |

* werd trainer tijdens het seizoen, toen al 13 duels (8 punten) gespeeld waren.

** vroegtijdig opgestapt.

### Entertainment

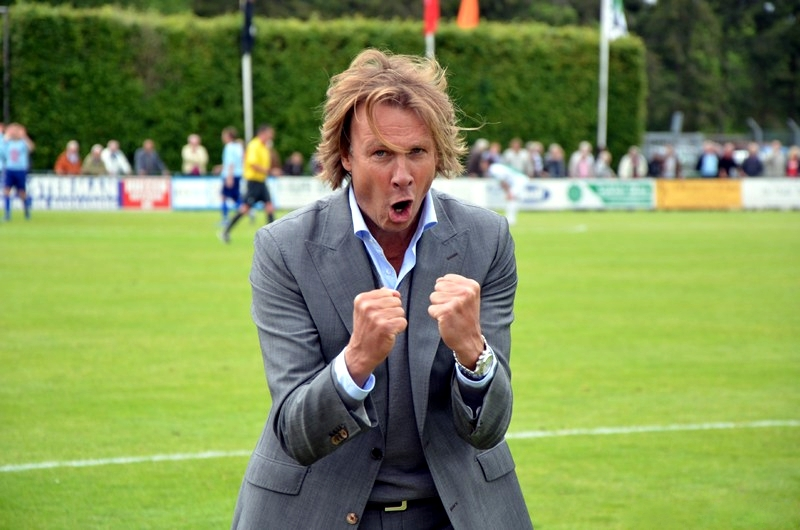
Hans Kraay jr. in 2011.

In 1988 kreeg Kraay jr. een eigen rubriek in het radioprogramma Langs de Lijn. Hij was in de jaren daarna werkzaam als sportverslaggever en journalist. Op de televisie debuteerde hij in 1992 voor Veronica met het programma It's My Life, waarin hij portretten van voetballers maakte. Later presenteerde hij een sportprogramma met Elsemieke Havenga.
Hans Kraay jr. scoorde in 1997 een nummer 1-hit in de Mega Top 100 met Er zal d'r altijd eentje winnen. Dit lied, gezongen met supporters van verschillende voetbalclubs, was een reactie op de slag bij Beverwijk, een gewelddadig treffen tussen voetbalsupporters waarbij Ajaxhooligan Carlo Picornie omkwam. Eerder dat jaar had Kraay een hitparadenotering met het nummer Hep'ie luis?.
Van 1997 tot en met 26 juni 2015 werkte Kraay voor SBS6. Hij presenteerde onder andere Ken Dit?, Lachen om Home Video's en Domino Day. Ook deed hij de presentatie van verschillende sportevenementen en was hij als interviewer en verslaggever aanwezig bij rechtstreekse televisie-uitzendingen van de wedstrijden van het Nederlands Elftal. Kraay is sinds 2014 analist en verslaggever bij ESPN, voorheen Fox Sports. De grootste bekendheid vergaarde Kraay jr. met de populaire voetbaltalkshow Voetbal Inside, later met de naam Veronica Inside. In dit programma was vanaf 2008 een van de vaste gasten die aanschoof bij Wilfred Genee, René van der Gijp en Johan Derksen. Het programma stopte eind 2021. Kraay jr. ging niet mee naar hun nieuwe talkshow op SBS6 vanaf januari 2022 onder de naam Vandaag Inside.
Op 19 april 2025 was Kraay te zien in het programma Make Up Your Mind als Mystery Queen Veronica Peacock.

## Discografie

### Singles
| Single met eventuele hitnotering(en) in de Nederlandse Top 40 | Datum van verschijnen | Datum van binnenkomst | Hoogste positie | Aantal weken | Opmerkingen            |
| ------------------------------------------------------------- | --------------------- | --------------------- | --------------- | ------------ | ---------------------- |
| Hep'ie luis?                                                  | 1997                  | 22-03-1997            | 38              | 2            | #30 in de Mega Top 100 |
| Er zal d'r altijd eentje winnen                               | 1997                  | 17-05-1997            | 3               | 6            | #1 in de Mega Top 100  |